# Dendrobium lankaviense
Dendrobium lankaviense är en orkidéart som beskrevs av Henry Nicholas Ridley. Dendrobium lankaviense ingår i släktet Dendrobium, och familjen orkidéer. Inga underarter finns listade i Catalogue of Life.